# Pro Patria Gallaratese G.B. 2004-2005
Questa voce raccoglie le informazioni riguardanti la Pro Patria Gallaratese G.B. nelle competizioni ufficiali della stagione 2004-2005.

## Stagione
Nella stagione 2004-2005 la Pro Patria allenata da Patrizio Sala disputa il girone A del campionato di Serie C1, Ottiene 45 punti con il decimo posto, nel campionato che ha promosso due matricole, la Cremonese direttamente ed il Mantova che ha vinto i Play-off. Nel girone di andata la squadra bustocca totalizza 30 punti ed è quinta in classifica; nel girone di ritorno dimezza il bottino, raccogliendo 15 punti, che la portano comunque al 10º posto finale, al riparo da ogni pericolo. Miglior marcatore stagionale dei tigrotti è Gianluca Temelin con 16 reti, 12 delle quali in campionato.
Grazie alla finale ottenuta l'anno prima in Coppa Italia di Serie C, la Pro Patria affronta la Coppa Italia maggiore, dove viene eliminata nel secondo girone di qualificazione, con Atalanta, AlbinoLeffe e Vicenza. In Coppa Italia di Serie C viene eliminata subito ad opera del Cittadella nel doppio confronto dei sedicesimi di finale.

## Divise e sponsor
Lo sponsor tecnico per la stagione 2004-2005 è Lotto; sulla maglia, per il terzo anno, vi è come sponsor "Ge.S.A." (Gestione Servizi Aziendali).
La prima maglia resta la classica biancoblu, con dei leggeri profili rossi; la seconda maglia è totalmente nera.
| 1ª maglia | 2ª maglia |

## Organigramma societario
| Staff dell'area amministrativa - Alberto Armiraglio - Presidente - Luciana Rossi - Vicepresidente - Roberto Vender - Amministratore Delegato - Riccardo Guffanti - Direttore Generale - Giuseppe Gonnella - Team Manager - Andrea Pellegatta - Segretario generale - Saverio Granato - Segretario - Italo Basso - Segretario - Marco Achini - Addetto stampa e responsabile marketing | Staff dell'area tecnica - Patrizio Sala - Allenatore - Antonello De Giorgi - Allenatore in 2ª - Maurizio Fanchini - Preparatore Atletico - Jose Ignacio Rolon - Preparatore Atletico - Gianluca Castiglioni - Medico sociale - Massimo Besnati - Medico sociale - Stefano Mazzoni - Medico sociale - Mauro Monza - Massaggiatore |

## Rosa
| N. |                   | Ruolo | Calciatore            |
| -- | ----------------- | ----- | --------------------- |
|    | Italia (bandiera) | P     | Paolo Basilico        |
|    | Italia (bandiera) | P     | Andrea Capelletti     |
|    | Italia (bandiera) | P     | Paolo Di Sarno        |
|    | Italia (bandiera) | D     | Paolo Annoni          |
|    | Italia (bandiera) | D     | Francesco Borgomaneri |
|    | Italia (bandiera) | D     | Luca Ceccarelli       |
|    | Italia (bandiera) | D     | Andrea Citterio       |
|    | Italia (bandiera) | D     | Carmelo Dato          |
|    | Italia (bandiera) | D     | Gabriele Davanzante   |
|    | Italia (bandiera) | D     | Carlo Fava            |
|    | Italia (bandiera) | D     | Giuseppe Imburgia     |
|    | Italia (bandiera) | D     | Matteo Lombardi       |
|    | Italia (bandiera) | D     | Luca Perfetti         |
|    | Italia (bandiera) | D     | Paolo Tramezzani      |
|    | Italia (bandiera) | C     | Gabriele Ambrosetti   |

| N. |                   | Ruolo | Calciatore       |
| -- | ----------------- | ----- | ---------------- |
|    | Italia (bandiera) | C     | Davide Andriulo  |
|    | Italia (bandiera) | C     | Fabio Barison    |
|    | Italia (bandiera) | C     | Cristian Boscolo |
|    | Italia (bandiera) | C     | Angelo Carbone   |
|    | Italia (bandiera) | C     | Michael Corio    |
|    | Italia (bandiera) | C     | Guido Guidetti   |
|    | Italia (bandiera) | C     | Mario Morfeo     |
|    | Italia (bandiera) | C     | Leopoldo Musati  |
|    | Italia (bandiera) | C     | Stefano Romano   |
|    | Italia (bandiera) | C     | Carlo Trezzi     |
|    | Italia (bandiera) | C     | Fabian Valtolina |
|    | Italia (bandiera) | C     | Andrea Vecchio   |
|    | Italia (bandiera) | A     | Marco Bellosta   |
|    | Italia (bandiera) | A     | Firmino Elia     |
|    | Italia (bandiera) | A     | Gianluca Temelin |

## Risultati

### Campionato

#### Girone di andata
| Arbitro: | Caristia (Siracusa) |

|               |           |  |
| F. Scarpa 62’ | Marcatori |  |

| Busto Arsizio 19 settembre 2004 2ª giornata | Pro Patria            | 0 – 0 | Frosinone | Stadio Carlo Speroni\| Arbitro: \| Guerriero (Catanzaro) \| |
| Arbitro:                                    | Guerriero (Catanzaro) |       |           |                                                             |

| Arbitro: | Benedetti (Vicenza) |

|                       |           |                            |
| Carlet 7’ Braiati 31’ | Marcatori | 58’ Barison 90’ Tramezzani |

| Arbitro: | Ciliberto (Merano) |

|             |           |  |
| Barison 58’ | Marcatori |  |

| Arbitro: | Zanardo (Conegliano) |

|            |           |                      |
| Baiano 64’ | Marcatori | 70’ Temelin 79’ Elia |

| Arbitro: | Lioce (Molfetta) |

|  |           |           |
|  | Marcatori | 55’ Bellè |

| Arbitro: | Saveri (Viterbo) |

|           |           |  |
| Manca 65’ | Marcatori |  |

| Arbitro: | Ciancaleoni (Foligno) |

|                             |           |  |
| Valtolina 10’ Temelin 90+1’ | Marcatori |  |

| Busto Arsizio 7 novembre 2004 9ª giornata | Pro Patria         | 0 – 0 | Pisa | Stadio Carlo Speroni\| Arbitro: \| Brunialti (Trento) \| |
| Arbitro:                                  | Brunialti (Trento) |       |      |                                                          |

| Mantova 14 novembre 2004 10ª giornata | Mantova             | 0 – 0 | Pro Patria | Stadio Danilo Martelli\| Arbitro: \| Mannella (Avezzano) \| |
| Arbitro:                              | Mannella (Avezzano) |       |            |                                                             |

| Busto Arsizio 21 novembre 2004 11ª giornata | Pro Patria          | 0 – 0 | Lumezzane | Stadio Carlo Speroni\| Arbitro: \| Barletta (Bernalda) \| |
| Arbitro:                                    | Barletta (Bernalda) |       |           |                                                           |

| Arbitro: | Giglioni (Siena) |

|                                |           |                                     |
| Prisciandaro 73’ R. Taddei 80’ | Marcatori | 28’ (aut.) Tabbiani 66’ (rig.) Elia |

| 5 dicembre 2004 13ª giornata |  | – Turno di riposo Pro Patria |  |  |

| Arbitro: | Crugliano (Crotone) |

|               |           |  |
| Valtolina 40’ | Marcatori |  |

| Arbitro: | Barbirati (Ferrara) |

|                                            |           |                      |
| Zizzari 3’, 29’ Ciullo 14’ Sciaccaluga 78’ | Marcatori | 25’, 68’, 81’ Trezzi |

| Arbitro: | Vuoto (Livorno) |

|                      |           |            |
| Elia 65’, 67’ (rig.) | Marcatori | 53’ Merito |

| Arbitro: | Bo (Genova) |

|  |           |             |
|  | Marcatori | 11’ Temelin |

| Arbitro: | Zanchin (Biella) |

|                                                     |           |                  |
| L. Ceccarelli 7’ Elia 59’ Temelin 65’ Valtolina 89’ | Marcatori | 55’ Tozzi Borsoi |

| Arbitro: | Gervasoni (Mantova) |

|             |           |                        |
| Gambino 52’ | Marcatori | 31’ Valtolina 37’ Elia |

#### Girone di ritorno
| Busto Arsizio 23 gennaio 2005 20ª giornata | Pro Patria                      | 0 – 0 | Fidelis Andria | Stadio Carlo Speroni\| Arbitro: \| Andolfatto (Bassano del Grappa) \| |
| Arbitro:                                   | Andolfatto (Bassano del Grappa) |       |                |                                                                       |

| Arbitro: | Stallone (Foggia) |

|                                      |           |                  |
| Mastronunzio 4’ De Cesare 15’, 90+5’ | Marcatori | 12’, 73’ Temelin |

| Arbitro: | Guerriero (Catanzaro) |

|             |           |  |
| Temelin 68’ | Marcatori |  |

| Arbitro: | Vuoto (Livorno) |

|                |           |  |
| Martinetti 46’ | Marcatori |  |

| Busto Arsizio 16 febbraio 2005 24ª giornata | Pro Patria                   | 0 – 0 | Sangiovannese | Stadio Carlo Speroni\| Arbitro: \| Tommasi (Bassano del Grappa) \| |
| Arbitro:                                    | Tommasi (Bassano del Grappa) |       |               |                                                                    |

| Arbitro: | Iannone (Napoli) |

|           |           |             |
| Bellè 45’ | Marcatori | 68’ Temelin |

| Arbitro: | Taverna (Taurianova) |

|               |           |                |
| Valtolina 50’ | Marcatori | 45+2’ Pignotti |

| Arbitro: | Caristia (Siracusa) |

|           |           |          |
| Succi 65’ | Marcatori | 21’ Elia |

| Arbitro: | Manna (Isernia) |

|               |           |  |
| Bonfiglio 81’ | Marcatori |  |

| Busto Arsizio 20 marzo 2005 29ª giornata | Pro Patria       | 0 – 0 | Mantova | Stadio Carlo Speroni\| Arbitro: \| Giglioni (Siena) \| |
| Arbitro:                                 | Giglioni (Siena) |       |         |                                                        |

| Arbitro: | La Rocca (Ercolano) |

|                |           |          |
| N. Ferrari 64’ | Marcatori | 62’ Elia |

| Arbitro: | Herberg (Messina) |

|  |           |                  |
|  | Marcatori | 40’ Prisciandaro |

| 6 aprile 2005 32ª giornata |  | – Turno di riposo Pro Patria |  |  |

| Arbitro: | Stallone (Foggia) |

|               |           |                |
| E. Baggio 35’ | Marcatori | 85’ Tramezzani |

| Arbitro: | Vuoto (Livorno) |

|                                             |           |                               |
| M. Morfeo 29’ Temelin 36’ Fasano 89’ (aut.) | Marcatori | 23’, 73’ Chiaretti 67’ Ciullo |

| Arbitro: | Forconi (Aprilia) |

|                                                     |           |                           |
| D'Alessandro 23’ Giglio 61’ L Ceccarelli 88’ (aut.) | Marcatori | 63’ Temelin 71’ M. Morfeo |

| Arbitro: | Barletta (Bernalda) |

|                                |           |                      |
| Temelin 45’ Akassou 48’ (aut.) | Marcatori | 32’ (rig.) Rinaldini |

| Arbitro: | Celi (Bari) |

|                  |           |                  |
| Marchini 8’, 63’ | Marcatori | 90+1’ Davanzante |

| Arbitro: | Lioce (Molfetta) |

|             |           |                       |
| Temelin 75’ | Marcatori | 67’, 73’ (rig.) Fummo |

### Coppa Italia

#### Secondo girone
| Arbitro: | Pantana (Macerata) |

|                          |           |  |
| Regonesi 5’ Carobbio 41’ | Marcatori |  |

| Arbitro: | Carlucci (Molfetta) |

|          |           |                           |
| Elia 75’ | Marcatori | 66’ Bonanni 71’ Margiotta |

| Arbitro: | Castellani (Verona) |

|                          |           |                  |
| Perfetti 73’ Temelin 80’ | Marcatori | Pazzini 50’, 70’ |

### Coppa Italia Serie C

#### Sedicesimi di finale
| Arbitro: | Iannello (Genova) |

|                                 |           |                                                  |
| A. Carbone 24’ Temelin 39’, 59’ | Marcatori | 12’ Colussi 24’ De Gasperi 76’ (aut.) Capelletti |

| Arbitro: | Marzaloni (Rimini) |

|             |           |                  |
| Riberto 30’ | Marcatori | 90+3’ F. Barison |

## Statistiche

### Statistiche di squadra
| Competizione         | Punti | In casa | In casa | In casa | In casa | In casa | In casa | In trasferta | In trasferta | In trasferta | In trasferta | In trasferta | In trasferta | Totale | Totale | Totale | Totale | Totale | Totale | DR |
| Competizione         | Punti | G       | V       | N       | P       | Gf      | Gs      | G            | V            | N            | P            | Gf           | Gs           | G      | V      | N      | P      | Gf     | Gs     | DR |
| -------------------- | ----- | ------- | ------- | ------- | ------- | ------- | ------- | ------------ | ------------ | ------------ | ------------ | ------------ | ------------ | ------ | ------ | ------ | ------ | ------ | ------ | -- |
| Serie C1 - Girone A  | 45    | 18      | 7       | 8       | 3       | 18      | 11      | 18           | 3            | 7            | 8            | 21           | 26           | 36     | 10     | 15     | 11     | 39     | 37     | +2 |
| Coppa Italia         | -     | 2       | 0       | 1       | 1       | 3       | 4       | 1            | 0            | 0            | 1            | 0            | 2            | 3      | 0      | 1      | 2      | 3      | 6      | -3 |
| Coppa Italia Serie C | -     | 1       | 0       | 1       | 0       | 3       | 3       | 1            | 0            | 1            | 0            | 1            | 1            | 2      | 0      | 2      | 0      | 4      | 4      | 0  |
| Totale               | -     | 21      | 7       | 10      | 4       | 24      | 18      | 20           | 3            | 8            | 9            | 22           | 29           | 41     | 10     | 18     | 13     | 46     | 47     | -1 |